# ماء العينين بن العتيق
ماء العينين بن العتيق بن محمد فاضل بن محمد الليل بن محمد بن أحمد بن الطالب أخيار، ويلتقي مع الشيخ ماء العينين بن الشيخ محمد فاضل بن مامين بن الطالب أخيار عند الطالب أخيار بن الطالب محمد أبي الأنوار بن الطالب الجيه المختار؛ وماء العينين بن العتيق هو سبط الشّيخ ماء العينين من بنته السيدة العالية وسبط والده الشيخ محمد فاضل من بنته السيدة الرحمة. 

## نشأته
ولد سنة 1306 هـ، موافق سنة 1888 م، بالساقية الحمراء في بيت علم وورع وصلاح، فكان لذلك أثرٌ كبير في تكوين شخصيته.

## مسيرته العلمية
تلقى العلم على عدد كبير من أساتذة الزاوية العينية وشيوخها منهم جده الشّيخ ماء العينين الذي أجازه في القرآن، والعالم الأصولي محمد العاقب بن مايابا الجكنى العالم وغيرهما من علماء الصحراء.

## مقاومته للاستعمار الفرنسي
لم تشغله اهتماماته العلمية عن المشاركة في الأحداث الكبرى التي عاشها المغرب خلال عهد الحماية، فكان دائم الاتصال برجال الحركة الوطنية في تطوان وسلا ومراكش وغيرها من المدن المغربية. وبمجرد الإعلان عن استقلال المغرب سنة  1956 م، قدِم إلى الرباط ضمن الوفود الصحراوية التي توالت على القصر الملكي لتجديد الولاء والبيعة لجلالة الملك محمد الخامس فعُيِّن أستاذاً بالكلية اليوسفية بمراكش. وظل يدرس بها إلى أن وفاه القدر المحتوم.

## وفاته
توفي في 26 من رجب سنة 1376هـ الموافق لـ1957م.

## مؤلفاته وأعماله العلمية
خلّف أعمالاً أدبية وعلمية متنوعة منها:
- بحور البدائع المحتوية على درر الأشعار المصطفوية، وهو ديوان يضم بعض منتخبات الشيخ مربّيه ربّه في بعض فنون الشعر العربي.
- البغية من ملخص الأحكام الشرعية على المستمدّ من مذهب المالكية، وهي منظومة فقهية تتألف من 980 بيت.
- تحفة الكاتب بقراءة شيخنا الشيخ ماء العينين لحزبه الراتب، وهو كتاب استوعب منه أحوال الشيخ ماء العينين كلها، العادية والعبادية، وخاصة كيفية قراءته للحزب.
- ديوان ضخم يتجاوز ثلاث الآف بيت، يتناول معظم موضوعات الشعر العربيّ.
- رحلة حجازية، وتعرف " بالرحلة المعينية، وقد تم تحقيقها وإخراجها ضمن منشورات مؤسسة الشيخ مربيه ربه.
- سحر البيان في شمائل شيخنا الشيخ ماء العينين الحسان وهو كتاب ضخم في مناقب الشيخ ماء العينين.
- كتاب في محاضراته ومساجلاته مع بعض علماء وشعراء فاس ومكناس ومراكش وسلا والرباط والدار البيضاء.
- مسرح الأفكار بسيرة النبي المختار، وهي منظومة في السيرة النبوية.
- مطالح الأنوار في مديح المختار، وهو ديوان في مدح الرسول صلى الله عليه وسلم.[1]